# توني دايموند
توني دايموند (بالإنجليزية: Tony Diamond)‏ (23 أغسطس 1968 بروتشديل في المملكة المتحدة - ) هو لاعب كرة قدم بريطاني في مركز الهجوم. شارك مع منتخب أيرلندا الشمالية تحت 23 سنة لكرة القدم. أما مع النوادي، فقد لعب مع بلاكبيرن روفرز ونادي بلاكبول وويغان أتلتيك ونادي تشورلي وأثرتون لابورنوم روفرز ‏.